# Charles Edward Munroe

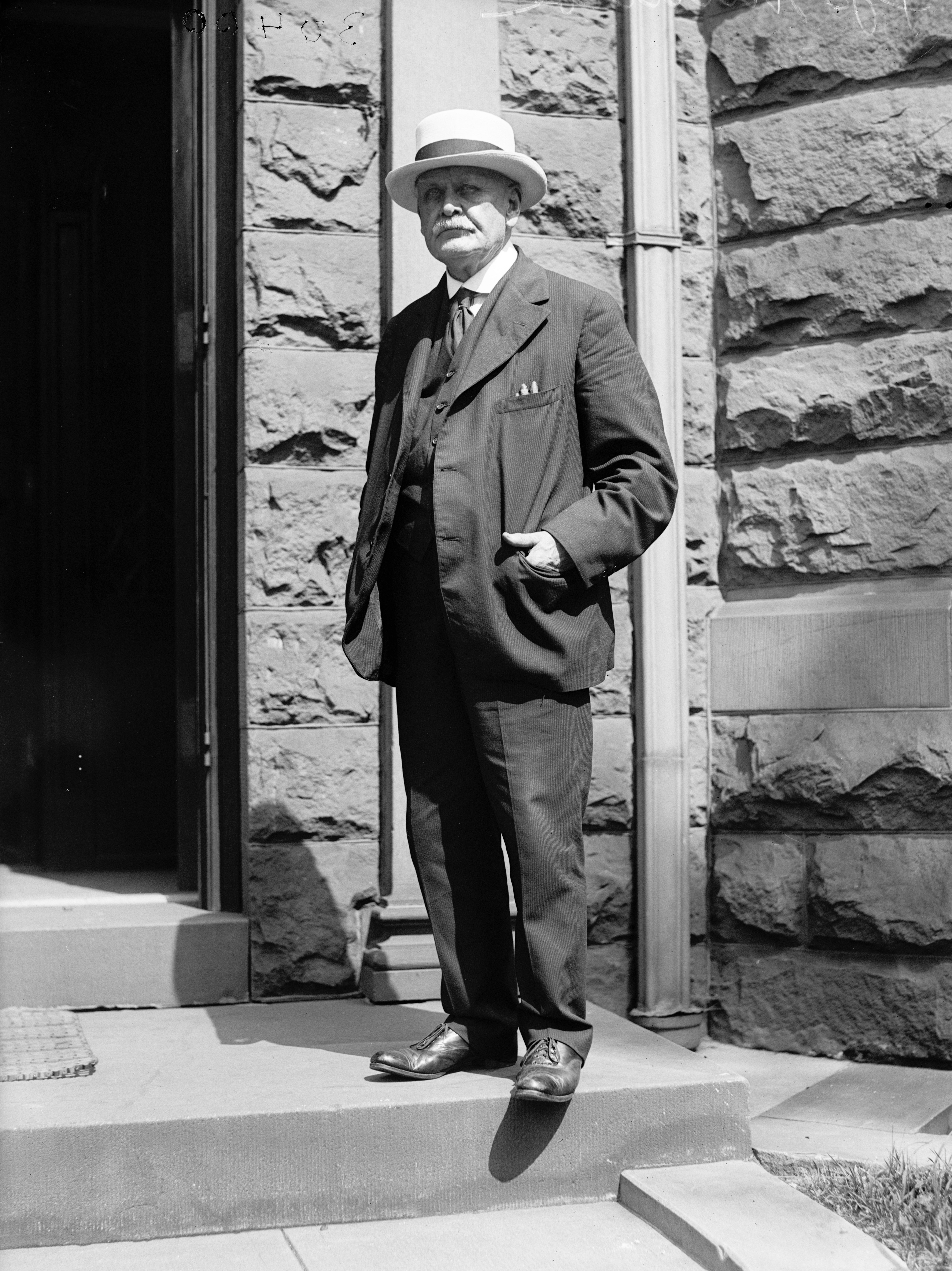
Charles Edward Munroe en 1919.

Charles Edward Munroe (24 de mayo de 1849-7 de diciembre de 1938) fue un químico estadounidense, descubridor del efecto Munroe y profesor del Departamento de Química de la Universidad George Washington.

## Biografía
Nació en Cambridge, Massachusetts. Cursó estudios en la Escuela Científica Lawrence de Harvard y se graduó en 1871. Después trabajó como profesor asistente de química en la universidad hasta 1874, cuando se mudó a Annapolis, Maryland para ser profesor de química en la Academia Naval de los Estados Unidos.
En 1886 entró a trabajar como químico en la Estación Naval de Torpedos y Universidad de Guerra de Newport, Rhode Island. Allí descubrió el efecto Munroe, la base de los explosivos de carga hueca. Desde 1892 hasta 1917, Munroe fue jefe del Departamento de Química y decano de la Escuela Científica Corcoran en la Universidad Colombina (rebautizada Universidad George Washington en 1904). Durante el mismo periodo, él también fue decano de la Facultad de Estudios Graduados y obtuvo un doctorado en química en 1894, así como un LL.D en 1912. En 1919 fue nombrado decano emérito de la Escuela de Estudios Graduados y profesor emérito de química, títulos que mantuvo hasta su muerte. Escribió más de 100 libros sobre explosivos y química, por lo cual en 1900 la Academia sueca de Ciencias lo nominó como candidato al Premio Nobel de química. Además, Munroe fue presidente de la Sociedad Estadounidense de Química en 1898 y asesor del Servicio Geológico de los Estados Unidos y del Buró de Minas de Estados Unidos.        